# Kalocsai járás
A Kalocsai járás Bács-Kiskun vármegyéhez tartozó járás Magyarországon, amely 2013-ban jött létre. Székhelye Kalocsa. Területe 1062,27 km², népessége 51 028 fő, népsűrűsége pedig 48 fő/km² volt 2013 elején. 2013. július 15-én három város (Kalocsa, Hajós és Solt) és 18 község tartozott hozzá, melyek közül 2 (Dunapataj és Harta) nagyközségek. A települések 2012-ig a Kalocsai kistérséghez tartoztak a Kunszentmiklósi kistérséghez tartozott Újsolt kivételével.
A Kalocsai járás a járások 1983-as megszüntetése előtt is létezett, ezen a néven 1898-tól. Az 1950-es megyerendezésig Pest-Pilis-Solt-Kiskun vármegyéhez, azután pedig Bács-Kiskun megyéhez tartozott, és székhelye mindvégig Kalocsa volt.

## Települései
A települések 2013. évi adatait az alábbi táblázat tartalmazza. (A népesség és a terület az év elejére, a többi adat 2013. július 15-ére vonatkozik.)
A járás 21 települési önkormányzata közül kettő működtet önálló hivatalt, a többi 19 pedig 8 közös önkormányzati hivatalhoz tartozik.
| Település        | Jogállás            | Közös hivatal | Kistérség       | Népesség | Terület (km²) |
| ---------------- | ------------------- | ------------- | --------------- | -------- | ------------- |
| Kalocsa          | járásszékhely város | Kalocsa       | Kalocsai        | 16 552   | 53,18         |
| Hajós            | város               | Hajós         | Kalocsai        | 3 115    | 89,92         |
| Solt             | város               | Solt          | Kalocsai        | 6 488    | 132,67        |
| Dunapataj        | nagyközség          |               | Kalocsai        | 3 180    | 90,47         |
| Harta            | nagyközség          | Harta         | Kalocsai        | 3 417    | 129,68        |
| Bátya            | község              | Bátya         | Kalocsai        | 2 060    | 33,86         |
| Drágszél         | község              | Miske         | Kalocsai        | 326      | 12,59         |
| Dunaszentbenedek | község              | Géderlak      | Kalocsai        | 865      | 23,24         |
| Dunatetétlen     | község              | Harta         | Kalocsai        | 529      | 43,19         |
| Dusnok           | község              |               | Kalocsai        | 2 958    | 57,47         |
| Fajsz            | község              | Bátya         | Kalocsai        | 1 712    | 31,99         |
| Foktő            | község              | Kalocsa       | Kalocsai        | 1 628    | 31,46         |
| Géderlak         | község              | Géderlak      | Kalocsai        | 1 020    | 18,74         |
| Homokmégy        | község              | Hajós         | Kalocsai        | 1 398    | 70,32         |
| Miske            | község              | Miske         | Kalocsai        | 1 722    | 42,27         |
| Ordas            | község              | Géderlak      | Kalocsai        | 420      | 16,52         |
| Öregcsertő       | község              | Szakmár       | Kalocsai        | 809      | 43,06         |
| Szakmár          | község              | Szakmár       | Kalocsai        | 1 237    | 74,64         |
| Újsolt           | község              | Solt          | Kunszentmiklósi | 181      | 32,98         |
| Újtelek          | község              | Szakmár       | Kalocsai        | 355      | 9,56          |
| Uszód            | község              | Géderlak      | Kalocsai        | 1 056    | 24,46         |

## Története
A Kalocsai járás elődje a 19. század közepén a Solti járás felosztásával létrejött Solti közép járás volt, melynek 1886-tól, amikor törvény alapján a vármegyéknek állandó járási székhelyeket kellett kijelölniük, Kalocsa volt a székhelye.
A járás határai többször is változtak fennállása során. 1921-ben Kalocsa vált ki belőle rendezett tanácsú várossá alakulva. 1922-ben a Kiskőrösi járásnak a délnyugati, a Duna mentén messze elnyúló részén fekvő öt községet csatolták ide, majd 1924-ben hatodikként Hajóst is.
1930-ban viszont a Duna korábbi szabályozása miatt a főág túlsó partjára került Bogyiszlót Tolna vármegye Központi járásához csatolták. Az 1922-ben ide beosztott községek közül szintén 1930-ban Bajaszentistvánt Bajához csatolták, mellyel összeépült. Emiatt viszont a szintén 1922 óta idetartozó Szeremle területileg el lett vágva a járás (és a megye) többi részétől, emiatt 1932-ben átcsatolták Bács-Bodrog vármegyébe, annak Bajai járásába, majd az 1945-ös megyerendezés során az 1922 óta a Kalocsai járáshoz tartozó, de Bajához, a szomszéd megye- és járásszékhelyhez közel fekvő további három község is követte a sorsát.
Az 1950-es megyerendezés során a Kalocsai járás Bács-Kiskun megyéhez került. 1956-ban északon két községet idecsatoltak a Dunavecsei járásból, majd 1970-ben a Dunavecsei járás megszüntetésekor annak valamennyi Duna-menti községe idekerült.
A városkörnyéki közigazgatás kialakulásával 1977-től Foktő, majd 1981-től Bátya is Kalocsa városkörnyéki községe lett, kiválva a Kalocsai járásból.
1984. január 1-jével új közigazgatási beosztás jött létre Magyarországon. A járások megszűntek és minden község valamely város- vagy nagyközségkörnyék része lett. A Kalocsai járás nagy része a Kalocsai városkörnyékhez került, a legészakibb három községe pedig a városi jogú nagyközséggé alakult Kunszentmiklós környékéhez került.

### Községei 1898 és 1983 között
Az alábbi táblázat felsorolja a Kalocsai járáshoz tartozott községeket, bemutatva, hogy mikor tartoztak ide, és hogy hova tartoztak megelőzően, illetve később.
| Község           | Mikortól | Honnan                        | Meddig | Hova                                  |
| ---------------- | -------- | ----------------------------- | ------ | ------------------------------------- |
| Apostag          | 1970     | Dunavecsei járásból           | 1983   | Kalocsai városkörnyékhez              |
| Bajaszentistván  | 1922     | Kiskőrösi járásból            | 1930   | Baja városhoz csatolták               |
| Bátya            | 1898     | Solti közép járásból          | 1981   | Kalocsai városkörnyékhez              |
| Bogyiszló        | 1898     | Solti közép járásból          | 1930   | Tolna vármegye Központi járásához     |
| Drágszél         | 1921     | (Homokmégy határából alakult) | 1983   | Kalocsai városkörnyékhez              |
| Dunaegyháza      | 1970     | Dunavecsei járásból           | 1983   | Kalocsai városkörnyékhez              |
| Dunapataj        | 1956     | Dunavecsei járásból           | 1983   | Kalocsai városkörnyékhez              |
| Dunaszentbenedek | 1898     | Solti közép járásból          | 1983   | Kalocsai városkörnyékhez              |
| Dunatetétlen     | 1970     | Dunavecsei járásból           | 1983   | Kalocsai városkörnyékhez              |
| Dunavecse        | 1970     | Dunavecsei járásból           | 1983   | Kunszentmiklósi nagyközségkörnyékhez  |
| Dusnok           | 1898     | Solti közép járásból          | 1983   | Kalocsai városkörnyékhez              |
| Érsekcsanád      | 1922     | Kiskőrösi járásból            | 1946   | Bajai járáshoz (Bács-Bodrog vármegye) |
| Fajsz            | 1898     | Solti közép járásból          | 1983   | Kalocsai városkörnyékhez              |
| Foktő            | 1898     | Solti közép járásból          | 1977   | Kalocsai városkörnyékhez              |
| Géderlak         | 1898     | Solti közép járásból          | 1983   | Kalocsai városkörnyékhez              |
| Hajós            | 1924     | Kiskőrösi járásból            | 1983   | Kalocsai városkörnyékhez              |
| Harta            | 1970     | Dunavecsei járásból           | 1983   | Kalocsai városkörnyékhez              |
| Homokmégy        | 1898     | Solti közép járásból          | 1983   | Kalocsai városkörnyékhez              |
| Kalocsa          | 1898     | Solti közép járásból          | 1921   | várossá alakult                       |
| Miske            | 1898     | Solti közép járásból          | 1983   | Kalocsai városkörnyékhez              |
| Nemesnádudvar    | 1922     | Kiskőrösi járásból            | 1946   | Bajai járáshoz (Bács-Bodrog vármegye) |
| Ordas            | 1956     | Dunavecsei járásból           | 1983   | Kalocsai városkörnyékhez              |
| Öregcsertő       | 1914     | (Homokmégy határából alakult) | 1983   | Kalocsai városkörnyékhez              |
| Solt             | 1970     | Dunavecsei járásból           | 1983   | Kalocsai városkörnyékhez              |
| Sükösd           | 1922     | Kiskőrösi járásból            | 1946   | Bajai járáshoz (Bács-Bodrog vármegye) |
| Szakmár          | 1898     | Solti közép járásból          | 1983   | Kalocsai városkörnyékhez              |
| Szalkszentmárton | 1970     | Dunavecsei járásból           | 1983   | Kunszentmiklósi nagyközségkörnyékhez  |
| Szeremle         | 1922     | Kiskőrösi járásból            | 1932   | Bajai járáshoz (Bács-Bodrog vármegye) |
| Tass             | 1970     | Dunavecsei járásból           | 1983   | Kunszentmiklósi nagyközségkörnyékhez  |
| Újsolt           | 1970     | Dunavecsei járásból           | 1983   | Kalocsai városkörnyékhez              |
| Uszód            | 1898     | Solti közép járásból          | 1983   | Kalocsai városkörnyékhez              |